# 杨秀峰
杨秀峰（1897年2月27日—1983年11月10日），男，直隶迁安（今属河北省唐山市）人，中国共产黨、中华人民共和国法官、教育家、法學家及政治人物，原副国级领导人。

## 生平
早年参加了五四运动。1925-1928年在京兆师范学校任史地教师。1929年赴法国留学。1930年加入中国共产党。曾参加领导留法学生反帝同盟。后来转赴苏联学习。1934年回国，他在河北法商学院、北平师范大学、北平中国大学、东北大学等校任教，以大学教授的公开身分，从事革命活动。参与发起和领导华北各界救国会。历任冀西抗日游击队司令员，河北抗战学院院长，冀南行署主任，中共冀南区党委常委，冀南、太行、太岳行政联合办事处主任，晋冀鲁豫边区政府主席，中共晋冀鲁豫中央局常委，华北人民政府副主席。
中华人民共和国建国后，历任河北省人民政府主席，高等教育部、教育部部长，国务院文教办公室副主任，最高人民法院院长，全国政协副主席、全国人大常委会委员、全国人大法制委员会副主任，中华教育学会和中国法学会名誉会长。是中共第八届中央委员。

## 家庭
儿子杨为民。